# Princes Highway
A Princes Highway é uma autoestrada importante na Austrália, que se estende de Sydney a Adelaide pela costa através dos estados de Nova Gales do Sul, Vitória e Austrália do Sul.